# Aerodraco
Aerodraco — вимерлий рід птерозаврів, що належить до родини Anhangueridae. Жив на території Великої Британії за ранньої крейди (альб). Типовий вид, A. sedwickii, було вперше описано Річардом Оуеном 1859-го в якості виду птеродактиля, P. sedgwickii

## Опис
Голотип — уламок рострума. Характеризується такими автапоморфіями: розширення рострума, що різко закінчується за третьою парою ясен; подвійний ряд нейроваскулярних каналів із боків від піднебінного гребеня; третя пара ясен більша, ніж у інших колоборинхін відносно четвертої пари.

## Систематика
Родову назву тварині (до того її відносили до різних відомих родів птерозаврів) дали Holdago & Pêgas (2020), що віднесли її до підродини Coloborhynchinae.
Нижче наведено список синонімів Aerodraco sedgwickii:
- Pterodactylus sedgwickii 
Owen, 1859
- Ornithocheirus sedgwicki 
(Owen, 1859)
- Coloborhynchus sedgwickii 
(Owen, 1859)
- Camposipterus(?) sedgwickii 
(Owen, 1859)